# 生命有明天
《生命有明天》（英語：Healing Souls），是新視線集團於2007年製作的亞洲電視外判劇集，共34集，由吳鎮宇、宣萱、呂頌賢、霍思燕、劉兆銘、王亞楠、張磊等主演。
新視線集團是亞洲電視子公司，故此劇安排於亞洲電視本港台播放。本港台在2008年7月9日起逢星期一至五晚上9:00播出，是第四套Drama90系列劇集。節目由Rejoice冠名贊助，故稱《出奇順滑嘅Rejoice特約：生命有明天》。

## 演員

### 主要演員
| 演員                   | 角色   | 關係/暱稱        |
| 吳鎮宇                 | 秦 火  | 神经外科主治医师 |
| 宣 萱 （配音：劉惠雲） | 顧 嵐  | 见习医师         |
| 王亞楠                 | 孔天逸 | 胸心外科主治医师 |
| 霍思燕                 | 孫 麗  | 医务部主任       |
| 呂頌賢                 | 李 暉  | 神经外科主治医师 |

### 其他演員
| 演員                    | 角色   | 關係/暱稱                |
| 舒 耀                   | 趙文亮 | 慈佑醫院院長             |
| 張 磊                   | 趙子晨 | 传染病专家               |
| 劉 佳                   | 顧 葦  | 普外科总住院医师         |
| 劉兆銘                  | 關 博  | 外科主任                 |
| 苗海忠                  | 海 格  | 醫生                     |
| 张丹峰 （配音：鄧肇基） | 温 游  | 见习医师                 |
| 徐自贤                  | 郭诗婷 | 见习医师                 |
| 宋思軒                  | 馬小開 | 见习医师                 |
| 栗 安                   | 林小花 | 见习医师                 |
| 魏宗萬                  | 錢 董  | 投向慈善事業的農民暴發戶 |
| 李 倩                   | 夏 蕾  | 病人，職業是明星         |
| 吳 樾                   | 劉志勇 |                          |

## 收視
以下為該劇於本港台首播之收視點紀錄：
| 週次 | 日期                  | 平均收視 |
| ---- | --------------------- | -------- |
| 1    | 2008年7月9日-7月11日  | 4點      |
| 2    | 2008年7月14日-7月18日 | 4點      |
| 3    | 2008年7月21日-7月25日 | 3點      |
| 4    | 2008年7月28日-8月1日  | 3點      |
| 5    | 2008年8月4日-8月7日   | 4點      |

資料來源：CSM媒介研究(一個收視點代表64,820名觀眾)

## 外部連結
- aTV生命有明天

| 師奶愛鬥大 -8月5日                    |                                                       |                                                       |                                                       |                                                       |                                                       |                                         |
| 上一套： 女人不哭 -7月8日 21:30-22:00 | 本港台第三線劇集 生命有明天 7月9日-8月7日 21:00-22:30 | 本港台第三線劇集 生命有明天 7月9日-8月7日 21:00-22:30 | 本港台第三線劇集 生命有明天 7月9日-8月7日 21:00-22:30 | 本港台第三線劇集 生命有明天 7月9日-8月7日 21:00-22:30 | 本港台第三線劇集 生命有明天 7月9日-8月7日 21:00-22:30 | 下一套： 為中國加油 8月8日- 19:00-23:15 |